# Andrzej Bieżan

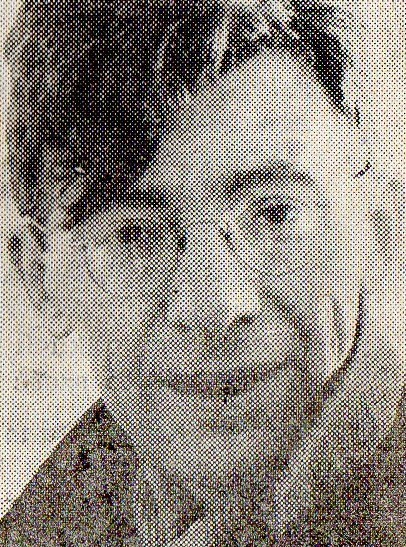
Andrzej Bieżan

Andrzej Bieżan (* 11. November 1945 in Warschau; † 15. Dezember 1983 in Posen) war ein polnischer Komponist und Pianist.

## Leben und Wirken
Bieżan studierte bis 1972 Komposition bei Piotr Perkowski an der Staatlichen Musikhochschule in Warschau. Gemeinsam mit dem Schlagzeuger Władysław Jagiełło, Andrzej Przybielski und Helmut Nadolski erkundete er in der Gruppe Sesja 72 experimentellen Jazz; die Band stellte sich 1973 auf dem Jazz Jamboree vor. Zudem war er Mitbegründer weiterer Musikensembles (u. a. Materials Service Co., Grupa Muzyki Intuicyjnej, Super Grupa Bez Fałszywej Skromności, Cytula Tyfun da Bamba Orkiester, Niezależne Studio Muzyki Elektroakustycznej) mit denen er als Pianist und auf dem Trumscheit bei Festivals wie dem Warschauer Herbst und Inventionen auftrat. Ab 1982 war er Direktor des Posener Puppen- und Schauspielertheaters Marcinek. 
Seine Kompositionen wurden u. a. im Experimentalstudio des Polnischen Rundfunks aufgenommen. Er beschrieb seine Musik als Intuitive Musik.
Bieżan starb bei einem Autounfall. Posthum wurde 1984 das im Club Remont aufgenommene Album Archangel’s Sword veröffentlicht. Eine Doppel-CD mit Werken Bieżans erschien 2013 unter dem Titel Polygamy.